# Herbert Kühnert
Herbert Kühnert (* 11. Juli 1887 in Steinach; † 9. Januar 1970 in Rudolstadt) war ein deutscher Historiker und Pädagoge.

## Leben
Kühnert entstammte einer Glasmacherfamilie. Nach dem Abitur am Gymnasium Casimirianum in Coburg studierte er ab 1906 Philosophie und Neuere Sprachen in Heidelberg, Berlin, Paris und Jena, wo er 1910 bei Rudolf Eucken mit einer Dissertation über Auguste Comtes Verhältnis zur Kunst promoviert. Danach studierte Kühnert Soziologie und Wirtschaftsgeschichte in Birmingham und London und unternahm Bildungsreisen nach Frankreich, England und in die Vereinigten Staaten, wo er pädagogische Lehranstalten besuchte. Selbst ein Anhänger der pädagogischen Reformbewegung war er mit Gustav Wyneken befreundet und befürwortete Freie Schulgemeinden wie in Wickersdorf.
Nach dem Militärdienst arbeitete Kühnert 1916 zuerst an Wynekens Freier Schule in Wickersdorf, danach an der Oberrealschule in Sonneberg und 1917 als Studienrat am Realgymnasium in Jena. 1922 wurde er Vortragender Rat im Ministerium für Volksbildung des Landes Thüringen unter Max Greil und arbeitete in dieser Position an einer Reform des dortigen Schul- und Bildungswesens. Bereits im Folgejahr wurde er jedoch nach dem Sturz der Thüringischen SPD-KPD-Koalitionsregierung entlassen. Kühnert zog daraufhin 1924 nach Rudolstadt, wo er Gymnasiallehrer wurde. Ab 1928 lehrte er als Dozent am Pädagogischen Institut Jena. Viele Jahre war er Mitarbeiter der Zeitschrift Sozialistische Monatshefte, wo er ab 1919 für die Rubrik Religionswissenschaft und von 1923 bis 1933 für die Rubrik „Geistige Bewegung“ zuständig war. Ab 1934 baute er das Werksarchiv von Jenaer Glaswerk Schott & Genossen durch die Ordnung des Nachlasses des Unternehmers Otto Schott auf.
Nach dem Zweiten Weltkrieg war Kühnert wieder im Schuldienst tätig. Er engagierte er sich unter anderem als Mitbegründer und Leiter der Ortsgruppe Rudolstadt des Deutschen Kulturbundes. Auch baute er die örtliche Volkshochschule mit auf und wirkte in der Gesellschaft zum Studium der Kultur der Sowjetunion. Als Parteiloser saß er im Stadtrat von Rudolstadt. Ab 1948 arbeitete er als Betriebsarchivar der Jenaer Glaswerke, bis er 1953 in den Ruhestand ging.
Kühnerts Publikationen stehen überwiegend in Zusammenhang mit der Wirtschaftsgeschichte Thüringens, dabei thematisierte er insbesondere Glasindustrie, Bergbau und eisenverarbeitende Industrie. Daneben widmete er sich auch der Orts-, Verwaltungsstruktur- und Familiengeschichte. In früherer Zeit publizierte er außerdem zu bildungspolitischen Fragen.

## Schriften (Auswahl)
- Quellenheft zur Wirtschaftsgeschichte von Großthüringen. Jena 1921.
- Geschichte der Glashüttensiedlung Piesau im 17. und 18. Jahrhundert. Coburg 1928, OCLC 721363855.
- Frauenwald. Beiträge zur Ortsgeschichte. Frauenwald 1957, OCLC 633038271.
- Forschungen zur Geschichte des Jenaer Glaswerks Schott & Genossen. Wien 2012, ISBN 3-412-20910-4.

## Sekundärliteratur
- Michael Eckardt: Kühnert, Herbert Eduard, in: Jena. Lexikon zur Stadtgeschichte, Tümmel: Berching 2018, S. 381.
- Christa Uhlig: Reformpädagogik und Schulreform. Diskurse in der sozialistischen Presse der Weimarer Republik. Quellenauswahl aus den Zeitschriften Die neue Zeit/Die Gesellschaft und Sozialistische Monatshefte (1919–1933). Peter Lang Internationaler Verlag der Wissenschaften, Frankfurt am Main u. a. 2008, ISBN 978-3-631-55703-7, S. 354.